# Françoise Raucourt

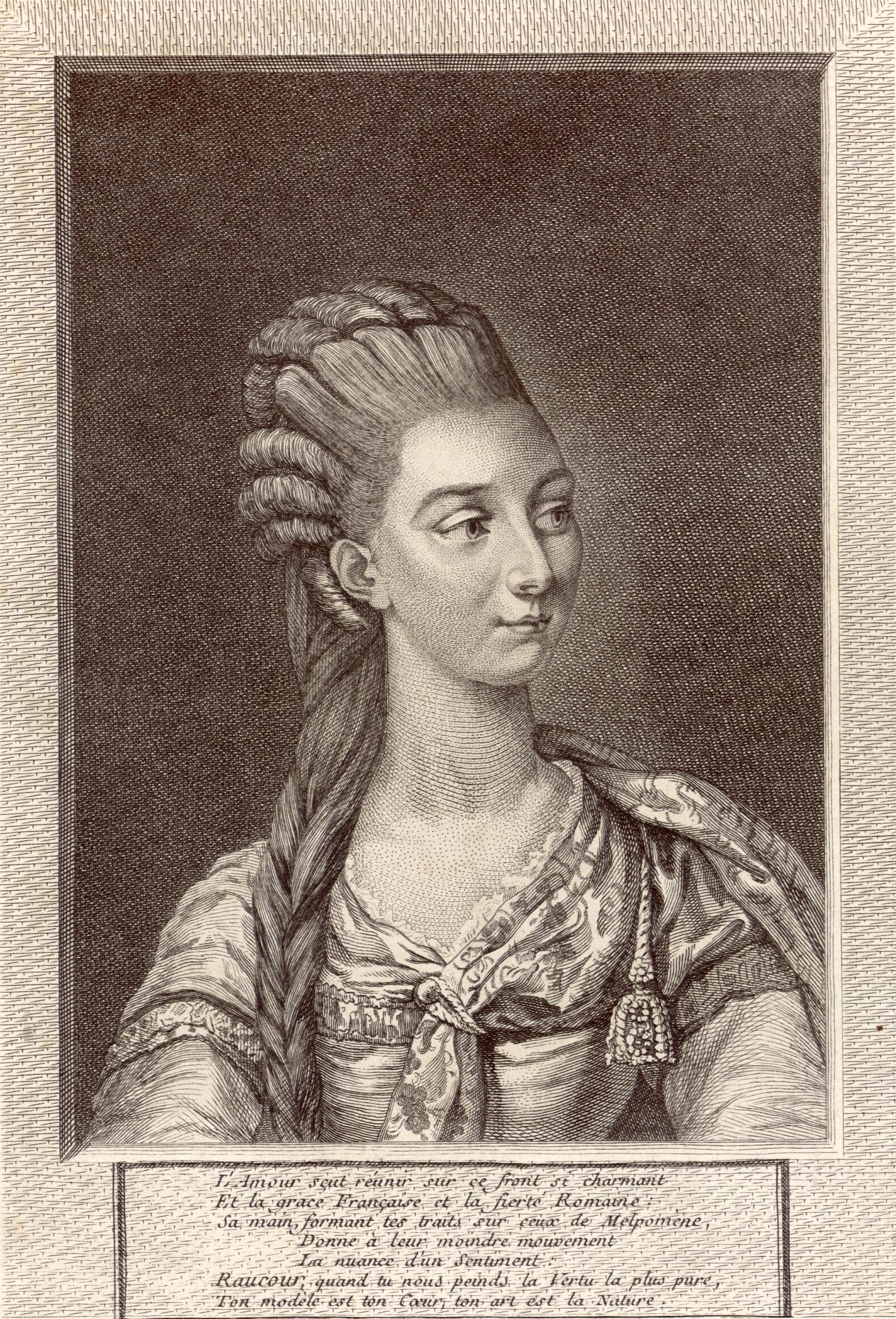
Mlle Raucourt.

Françoise Marie Antoinette Raucourt, född Saucerotte 3 mars 1756 i Nancy, död 15 januari 1815 i Paris, var en fransk skådespelare. Hon var engagerad vid Comédie-Française i Paris mellan 1772 och 1799 och tillhörde då de mest berömda scenkonstnärerna där. Hon var aldrig gift, men antog namnet Raucourt som artistnamn och är känd i historien under detta namn. 
Hon var dotter till skådespelarna François-Elois Saucerotte och Antoinette de la Porte och uppträdde 1770 i Rouen, innan hon engagerades vid Comédie-Française. Hon var främst känd för sina kvinnliga huvudroller inom tragedin, ansågs vara en stor tragedienne och uppmärksammades för sin androgyna stil. Privat var hon känd för skandalerna kring sitt kärleksliv, då hon var öppet bisexuell och visade upp sina älskarinnor utan att dölja det, något som på den tiden ansågs chockerande, och med anledning av detta cirkulerade pamfletter som utpekade henne som medlem i ett lesbiskt sällskap. Hon hade länge ett till-och-från-förhållande med Sophie Arnould. År 1776 avskedades hon på grund av skuldsättning, men kunde 1779 återvända till kungliga teatern efter ett ingripande från drottning Marie Antoinette. Hon blev i likhet med övriga skådespelare vid Comédie-Française satt i Sainte-Pelagie-fängelset för misstänkt rojalism när kungliga teatern stängdes under skräckväldet 1793, men frisläpptes efter Robespierres fall i juli 1794. Hon avgick med full pension 1799. Mellan 1806 och 1815 var hon dock åter aktiv som ledare för ett franskt teatersällskap, vilket var aktivt i Italien.